# Dunia Ayaso y Félix Sabroso
Dunia Ayaso Formoso (Las Palmas de Gran Canaria, 8 de junio de 1961 - Santa Cruz de Tenerife, 28 de febrero de 2014) y Félix Sabroso de la Cruz (Las Palmas de Gran Canaria, 10 de agosto de 1965) fueron una pareja de directores de cine y teatro y guionistas españoles. 
Comenzaron en una compañía de teatro y más tarde hicieron distintos cursos cinematográficos. Félix trabajó como guionista de televisión y Dunia realizaba vídeos industriales antes de debutar con Fea.

## Filmografía
- Fea (1994)
- Perdona bonita, pero Lucas me quería a mí (1997)
- El grito en el cielo (1998)
- Descongélate! (2003)
- Chuecatown (2007) coguionistas junto con su director Juan Flahn.
- Los años desnudos (2008)
- La isla interior (2009)
- El banjo (2014), cortometraje.
- Only Men Go to the Grave (2016) coguionistas junto con su director Abdulla Al-Kaabi.

## Televisión
- Quítate tú pa' ponerme yo (Telecinco, 1999)
- La Rioja, tierra universal (especial TV, 2002)
- Mujeres (TVE, 2006)
- La que se avecina (Telecinco, 2014). Dunia Ayaso murió justo al iniciarse como coguionistas en la 8.ª temporada de La que se avecina .

## Teatro
- ¿Qué fue de las hermanas Sue? (1999)
- El hundimiento del Titanic (2005)
- La Gran Depresión (2011)
- De cintura para abajo (2012)
- Lifting (2013)